# Pierbattista Pizzaballa
Pierbattista Pizzaballa OFM (Cologno al Serio, 21. travnja 1965.) talijanski je katolički prelat koji služi kao latinski patrijarh Jeruzalema od 6. studenog 2020. godine.
Osim materinjeg talijanskog, Pizzaballa govori hebrejski i engleski.